# Laura Švilpaitė
Laura Švilpaitė (* 7. Januar 1994 in Vilnius) ist eine litauische Turnerin.

## Leben
Ihre Mutter Natalija Švilpienė war eine professionelle Akrobatin.
Nach dem Abitur 2013 an der Mittelschule in Naujamiestis studiert Laura Švilpaitė im Studiengang Körperkultur mit Fachspezialisierung Aerobic an der Fakultät für Sport und Gesundheit der Lietuvos edukologijos universitetas in Vilnius. Seit September 2014 arbeitet sie als Trainerin im Sportgymnastik-Club „SKRYDIS“ in Vilnius.

## Sport
Laura Švilpaitė treibt Sportgymnastik seit 1998. Mit 5 Jahren besuchte sie die Trainingslager und nahm an den Sportwettkämpfen teil. Ihre erste Trainerin war Irina Katinienė im Sportzentrum der Stadt Vilnius. Andere Trainer sind Mindaugas Katinas, Inga Levanienė, Vasilijus Gavrinas.
2012 nahm Laura an den Olympischen Sommerspielen in London teil.
Laura ist Kandidatin zur Teilnahme an den Olympischen Sommerspielen 2016 in Rio de Janeiro.

## Erfolge
- 2008: Junioreneuropameisterschaften 1981, 10. Platz
- 2009: Europäisches Olympisches Jugendfestival, 4. Platz
- 2010: Turn-Weltmeisterschaften, 44. Platz
- 2011: Turn-Weltmeisterschaften, 125. Platz
- 2013: Turn-Weltmeisterschaften, 67. Platz
- 2012: Olympische Sommerspiele 50. Platz

### Gerätturnen in London 2012
|                  |        |    |               |               |               |  |
| Mehrkampf Einzel | 50,299 | 50 | ausgeschieden | ausgeschieden | ausgeschieden |  |
| Sprung           | 12,233 | 80 | ausgeschieden | ausgeschieden | ausgeschieden |  |
| Stufenbarren     | 13,500 | 39 | ausgeschieden | ausgeschieden | ausgeschieden |  |
| Schwebebalken    | 11,900 | 71 | ausgeschieden | ausgeschieden | ausgeschieden |  |
| Boden            | 12,666 | 64 | ausgeschieden | ausgeschieden | ausgeschieden |  |